# Katinka Urbaniak
Katinka Urbaniak (ur. 30 maja 1994) – niemiecka lekkoatletka specjalizująca się w pchnięciu kulą i rzucie dyskiem.
W 2010 po zajęciu czwartego miejsca w eliminacjach kontynentalnych wystąpiła w igrzyskach olimpijskich młodzieży zajmując w finale B tej imprezy drugą lokatę. Brązowa medalistka mistrzostw świata juniorów młodszych z 2011 roku. 
Rekordy życiowe: stadion – 15,15 (11 czerwca 2011, Schapbach); hala – 14,80 (19 lutego 2011, Leverkusen). 

## Osiągnięcia
| Rok  | Impreza                                                    | Miejsce         | Konkurencja    | Pozycja               | Wynik |
| ---- | ---------------------------------------------------------- | --------------- | -------------- | --------------------- | ----- |
| 2010 | Kwalifikacje europejskie do igrzysk olimpijskich młodzieży | Moskwa          | pchnięcie kulą | 4. miejsce            | 14,59 |
| 2010 | Igrzyska olimpijskie młodzieży                             | Singapur        | pchnięcie kulą | 2. miejsce w finale B | 14,15 |
| 2011 | Mistrzostwa świata juniorów młodszych                      | Lille Metropole | pchnięcie kulą | 3. miejsce            | 14,71 |
| 2013 | Mistrzostwa Europy juniorów                                | Rieti           | rzut dyskiem   | 12. miejsce           | 46,16 |